# Helios (mitologia)

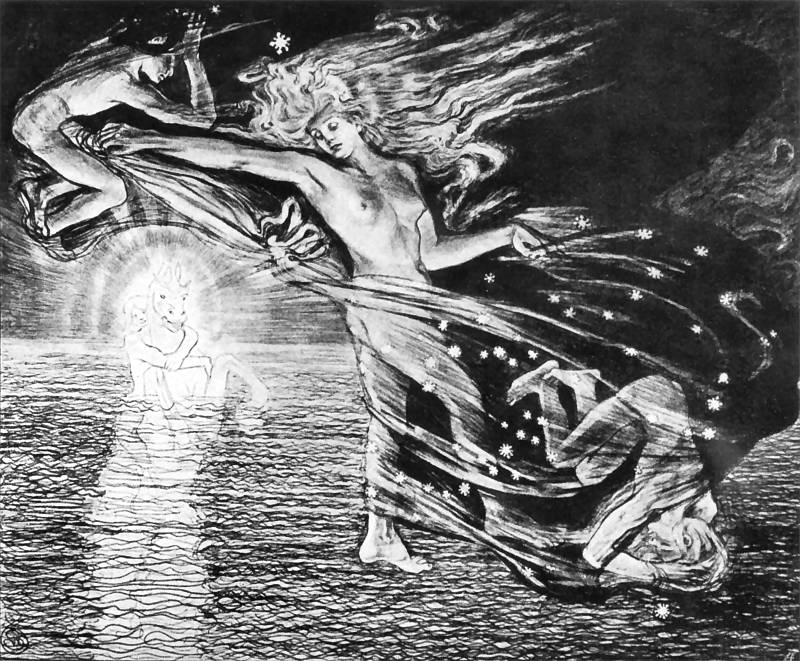
Stanisław Wyspiański: Jutrzenka, Fosforos, Hesperos, Helios, rysunek ołówkiem do Iliady, Muzeum Narodowe w Warszawie

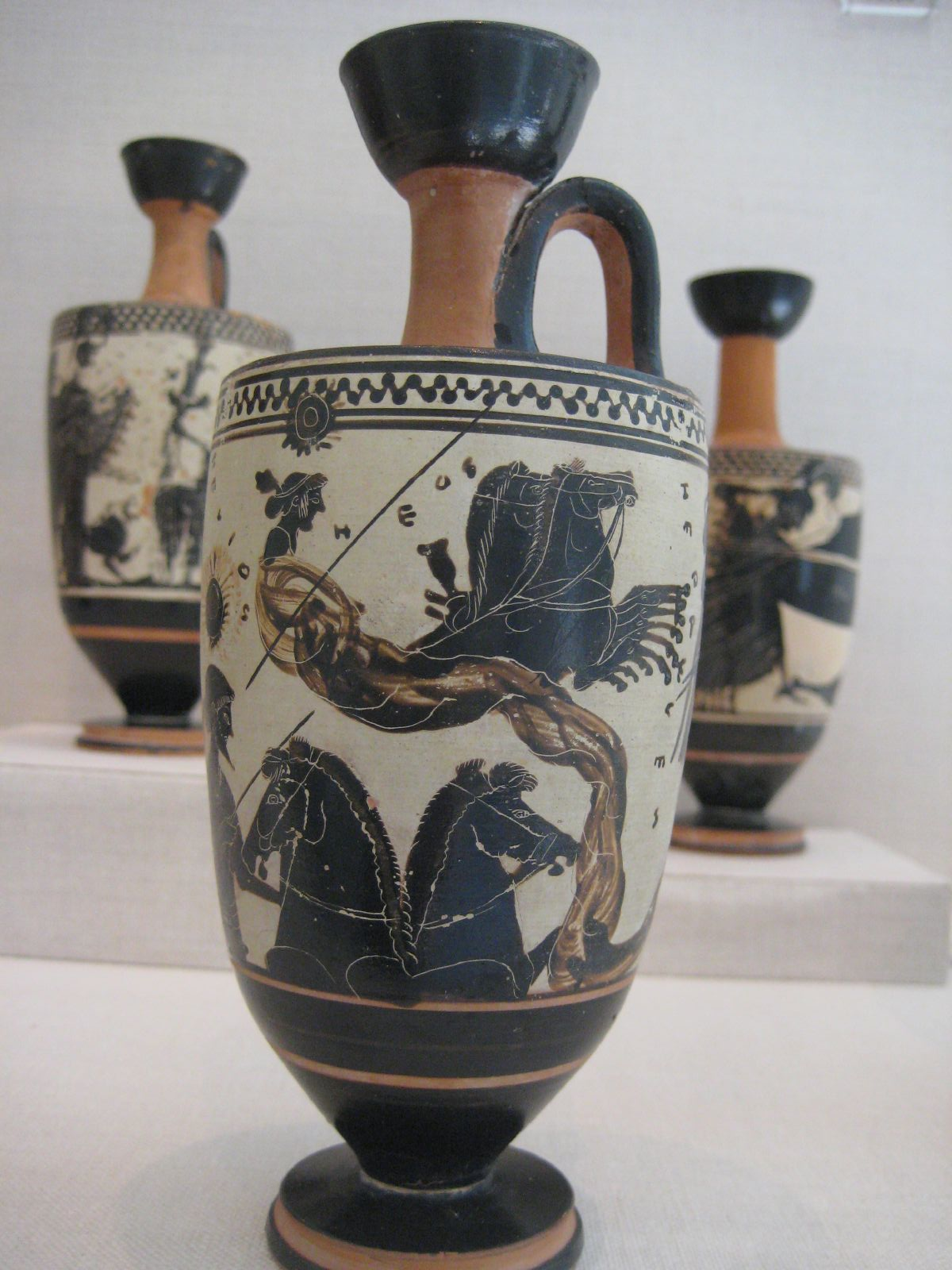
Eos, Nyks, Helios, Herakles, malowidło na attyckim lekycie czarnofigurowym, 500 r. p.n.e., Metropolitan Museum of Art, Nowy Jork

Helios (także Słońce; gr. Ἥλιος Hḗlios ‘Słońce’, łac. Sol ‘Słońce’) – w mitologii greckiej bóg i uosobienie Słońca; jeden z tytanów; utożsamiany z rzymskim Solem.
Należał do drugiego pokolenia tytanów. Był bóstwem związanym z kultem Słońca. Według wierzeń starożytnych Greków przemierzał dzienne niebo na złotym rydwanie, zaprzężonym w cztery białe konie – Ajtona, Eoosa, Flegona i Pyroeisa. Swą wędrówkę rozpoczynał (wynurzał się z fal Okeanosa) na Wschodzie i kończył (zanurzał się w falach Okeanosa) po drugiej stronie widnokręgu, na Zachodzie, gdzie kąpał swoje konie w Okeanosie. Drogę powrotną (wiodła pod Okeanosem) pokonywał na wielkiej czaszy. Jego nadejście zwiastowała Eos.

Miał on pałac cudowny, cały ze złota, pełen drogich kamieni i ozdób z kości słoniowej. Podwoje srebrne, na których wyrzeźbiono rozmaite dziwne historie – otwierały się wprost ku wielkiej sali, gdzie w purpurę odziany siedział na tronie ze złota Helios, w otoczeniu Dni, Miesięcy, Lat i Stuleci, w koronie promiennej, tak jasny i błyszczący, że nawet syn jego Faeton nie śmiał mu spojrzeć w oblicze, z obawy, by wzroku nie stracić.

Stanowił źródło życia i światła. Regulował bieg dni, miesięcy, lat i stuleci. Wzywano go na świadka podczas przysięgi, ponieważ przed jego obliczem nic się nie ukryło.
Uchodził za syna tytana Hyperiona i tytanidy Tei oraz za brata Selene i Eos, przypuszczalnie także Tytana.
Był mężem Okeanidy Perseidy (Perseis). Spłodził z nią dwóch synów, Ajetesa i Persesa, oraz trzy córki, Kirke, Pazyfae i Kalipso. Miał liczne potomstwo ze swoimi kochankami: z Okeanidą Klimene – syna Faetona i córki Heliady (Merope, Helias, Fojbe, Ajterie, Dioksippe), z nimfą Rode (Rodos; według jednej z wersji uchodziła ona za pierwszą lub drugą żonę Heliosa) – synów Heliadów, z nimfą Neajrą – Faetusę i Lampetię, z Leukotoe (Leukotea; została przemieniona w tymianek) – syna Tersanora. Kochanką Heliosa była również Klitia (Klytia; została przemieniona w słonecznik) – odtrącił ją dla Leukotoe.
Powszechnie uważano Apollina za boga Słońca (lub światła słonecznego), stąd kult Heliosa należał do rzadkości. Boską cześć oddawano Heliosowi na Peloponezie, a szczególnie na wyspie Rodos (wydobył ją z głębin morza, gdyż Zeus, Posejdon i Hades podzielili władzę nad światem między siebie), której nazwa pochodzi od imienia jego ukochanej nimfy. Około 290 roku p.n.e. na wyspie został wzniesiony olbrzymi posąg Heliosa, tzw. Kolos Rodyjski.
Helios jest postacią, która w mitach pojawia się sporadycznie. Najbardziej znany mit opowiada o przejażdżce Faetona (syna Heliosa) rydwanem Heliosa po niebie i jej tragicznym końcu. W czasie tytanomachii Helios walczył po stronie Zeusa i jego braci.
W sztuce przedstawiany jest zwykle jako piękny mężczyzna z promienistą aureolą wokół głowy lub promienistą koroną na głowie.
Wyobrażenie o bogu przejawia się w greckim malarstwie wazowym, w malarstwie olejnym i rzeźbie, w poezji.
Imieniem boga zostały nazwane sondy kosmiczne, Helios 1 i Helios 2, przeznaczone do badania przestrzeni pomiędzy Słońcem a Ziemią. Od Heliosa pochodzą nazwy (pojęcia dotyczące Słońca) takie jak: heliofizyka, heliosfera, heliocentryzm, heliograf oraz łacińska nazwa rodzaju roślin z rodziny astrowatych – Helianthus (słonecznik).